# اوسترویزند
اوسترویزند (به هلندی: Oosterwijzend) یک منطقهٔ مسکونی در هلند است که در درخترلاند واقع شده‌است.